# Niurka Acevedo
Niurka Auristela Acevedo là một nữ diễn viên và là người giữ danh hiệu cuộc thi sắc đẹp.
Acevedo sinh ra ở Maturín, Venezuela vào ngày 25 tháng 11 năm 1971. Cô là chủ tịch Hoa hậu Quốc tế Venezuela năm 1991, và là đại diện chính thức của Venezuela tham dự cuộc thi Hoa hậu Quốc tế 1991 được tổ chức tại Tokyo, Nhật Bản, vào ngày 13 tháng 10 năm 1991. Acevedo đã tham dự cuộc thi sắc đẹp quốc gia Hoa hậu Venezuela năm 1991 và giành danh hiệu Hoa hậu Quốc tế Venezuela. Cô đại diện cho bang Monagas.

## Truyền hình

### Telenovela

#### 1992-2000
- 1992 
  - Cara Sucia (Venevision, Venezuela)
- 1993 
  - Amor De Papel (Venevision, Venezuela)
- 1994 
  - Morena Clara (Venevision, Venezuela)
- 1995 
  - Como Tú, ninguna (Venevision, Venezuela)
- 1997 
  - Sol de Tentacion (Venevision, Venezuela)
  - Destino De Mujer (Venevision và TVE, Venezuela và Tây Ban Nha)
- 1998 
  - La Chachala (TV Azteca, México)
  - Tentaciones (TV Azteca, México)
- 1999 
  - Cuando Hay Pasion (Venevision, Venezuela)

#### 2000-nay
- 2000 
  - Hechizo de Amor (Venvision, Venezuela)
  - Angelica Pecado (RCTV, Venezuela)
- 2002 
  - La Mujer de Judas (RCTV và RCTV Intl, Venezuela)
  - Mi Gorda Bella (RCTV và RCTV Intl, Venezuela)
- 2005 
  - Amor A Palos